# Tornei di tennis femminili nel 1884
Prima della nascita del WTA Tour, ossia l'apertura alle tenniste professioniste dei tornei che prima di quell'anno erano riservati alle tenniste dilettanti, tutti gli eventi più importanti erano amatoriali, tra questi c'erano i tornei del Grande Slam: il Torneo di Wimbledon e gli U.S. National Championships.

## Gennaio
Nessun evento

## Febbraio
Nessun evento

## Marzo
Nessun evento

## Aprile
Nessun evento

## Maggio
| Settimana | Torneo                                                                    | Vincitore                                                            | Finalista                         | Semifinalisti | Eliminati ai quarti |
| --------- | ------------------------------------------------------------------------- | -------------------------------------------------------------------- | --------------------------------- | ------------- | ------------------- |
| 24 maggio | Torneo di Whitehouse 1884 Edimburgo, Gran Bretagna Singolare - Doppio     | Jane Meikle 10-8 6-2                                                 | J. Ferguson                       |               |                     |
| 24 maggio | Torneo di Whitehouse 1884 Edimburgo, Gran Bretagna Singolare - Doppio     |                                                                      |                                   |               |                     |
| 25 maggio | Irish Championships 1884 Dublino, Irlanda Singolare - Doppio              | Maud Watson 6-3 6-2 6-2                                              | May Langrishe                     |               |                     |
| 25 maggio | Irish Championships 1884 Dublino, Irlanda Singolare - Doppio              | Adela Langrishe May Langrishe 11-9 6-2                               | Lillian Watson Maud Watson        |               |                     |
| 25 maggio | Irish Championships 1884 Dublino, Irlanda Singolare - Doppio              | Doppio misto: Maud Watson William Renshaw 6-0 8-6 6-3                | Connie Butler John Galbraith Horn |               |                     |
| 31 maggio | West of England Championships 1884 Bath, Gran Bretagna Singolare - Doppio | Edith Davies 6-4 6-4                                                 | Lilian Cole                       |               |                     |
| 31 maggio | West of England Championships 1884 Bath, Gran Bretagna Singolare - Doppio | Edith Davies Florence Mardall 8-6 8-6                                | C Martyn Miss McNeile             |               |                     |
| 31 maggio | West of England Championships 1884 Bath, Gran Bretagna Singolare - Doppio | Doppio misto: Florence Mardall Captain Charles Gostling 11-9 4-6 6-4 | Lilian Cole G.J. Mitton           |               |                     |

## Giugno
| Settimana | Torneo                                                                           | Vincitore                                                  | Finalista                  | Semifinalisti | Eliminati ai quarti |
| --------- | -------------------------------------------------------------------------------- | ---------------------------------------------------------- | -------------------------- | ------------- | ------------------- |
| 10 giugno | Torneo di Waterloo 1884 Liverpool, Gran Bretagna Singolare - Doppio              | Margaret Bracewell 6-4 4-6 6-4 6-1                         | E. Gordon                  |               |                     |
| 10 giugno | Torneo di Waterloo 1884 Liverpool, Gran Bretagna Singolare - Doppio              | Margaret Bracewell Miss Eckersley 8-6 14-12 7-5            | Ann Dod Lottie Dod         |               |                     |
| 10 giugno | Torneo di Waterloo 1884 Liverpool, Gran Bretagna Singolare - Doppio              | Doppio misto: Margaret Bracewell John Bruce Ismay walkover | Miss Eckersley TA Forde    |               |                     |
| 14 giugno | Torneo di Cheltenham 1884 Cheltenham, Gran Bretagna Singolare - Doppio           | Edith Davies 3-6 6-5 6-3                                   | Louisa Martin              |               |                     |
| 14 giugno | Torneo di Cheltenham 1884 Cheltenham, Gran Bretagna Singolare - Doppio           | Edith Davies Florence Mardall 8-10 9-7 6-2                 | Lillian Watson Maud Watson |               |                     |
| 14 giugno | Torneo di Cheltenham 1884 Cheltenham, Gran Bretagna Singolare - Doppio           | Doppio misto: Maud Watson Wilfred Milne 6-2 1-6 6-2 6-4    | Edith Davies Captain Wood  |               |                     |
| 19 giugno | Northern Championships 1884 Liverpool, Gran Bretagna Singolare - Doppio          | Edith Davies 2-6 6-4 6-0                                   | Margaret Bracewell         |               |                     |
| 19 giugno | Northern Championships 1884 Liverpool, Gran Bretagna Singolare - Doppio          | Edith Davies Miss Eckersley 6-2 6-3                        | Ann Dod Lottie Dod         |               |                     |
| 19 giugno | Northern Championships 1884 Liverpool, Gran Bretagna Singolare - Doppio          | Doppio misto: Edith Davies Ernest Browne 6-1 6-1           | Miss Gorton WJ Bush-Salmon |               |                     |
| 21 giugno | London Athletic Club Championships 1884 Londra, Gran Bretagna Singolare - Doppio | Maud Watson 6-4 6-2 2-6 6-1                                | Edith Cole                 |               |                     |
| 21 giugno | London Athletic Club Championships 1884 Londra, Gran Bretagna Singolare - Doppio |                                                            |                            |               |                     |

## Luglio
| Settimana | Torneo                                                                        | Vincitore                                                  | Finalista                     | Semifinalisti | Eliminati ai quarti |
| --------- | ----------------------------------------------------------------------------- | ---------------------------------------------------------- | ----------------------------- | ------------- | ------------------- |
| 1º luglio | Kilkenny County and City Tournament 1884 Kilkenny, Irlanda Singolare - Doppio | Mabel Cahill 6-4 6-4                                       | May Langrishe                 |               |                     |
| 1º luglio | Kilkenny County and City Tournament 1884 Kilkenny, Irlanda Singolare - Doppio |                                                            |                               |               |                     |
| 20 luglio | Torneo di Wimbledon 1884 Londra, Gran Bretagna Singolare                      | Maud Watson 6–8, 6–3, 6–3                                  | Lillian Watson                |               |                     |
| 25 luglio | Torneo di Edgbaston 1884 Birmingham, Gran Bretagna Singolare - Doppio         | Miss Noon                                                  | E Richardson                  |               |                     |
| 25 luglio | Torneo di Edgbaston 1884 Birmingham, Gran Bretagna Singolare - Doppio         | Lillian Watson Maud Watson 5-7 6-2 6-0 7-5                 | Edith Davies Florence Mardall |               |                     |
| 25 luglio | Torneo di Edgbaston 1884 Birmingham, Gran Bretagna Singolare - Doppio         | Doppio misto: Florence Mardall John Deykin 4-6 6-3 6-2 6-2 | Effie Noon Frank Noon         |               |                     |

## Agosto
| Settimana | Torneo                                                                         | Vincitore                                         | Finalista                           | Semifinalisti | Eliminati ai quarti |
| --------- | ------------------------------------------------------------------------------ | ------------------------------------------------- | ----------------------------------- | ------------- | ------------------- |
| 2 agosto  | Torneo di Chiswick Park 1884 Londra, Gran Bretagna Singolare - Doppio          | Blanche Bingley 6-3 6-3                           | Miss Wing                           |               |                     |
| 2 agosto  | Torneo di Chiswick Park 1884 Londra, Gran Bretagna Singolare - Doppio          |                                                   |                                     |               |                     |
| 9 agosto  | Torneo di Exmouth 1884 Exmouth, Gran Bretagna Singolare - Doppio               | Maud Watson 6-1 7-5 6-3                           | Agnes Watts                         |               |                     |
| 9 agosto  | Torneo di Exmouth 1884 Exmouth, Gran Bretagna Singolare - Doppio               |                                                   |                                     |               |                     |
| 9 agosto  | Torneo di Exmouth 1884 Exmouth, Gran Bretagna Singolare - Doppio               | Doppio misto: Maud Watson John Deykin 6-2 6-0     | Alice Bagnall-Wild Harry Grove      |               |                     |
| 16 agosto | Torneo di Scarborough 1884 Scarborough, Gran Bretagna Singolare - Doppio       | C. Hodgson 7-5 6-3                                | Beatrice Wood                       |               |                     |
| 16 agosto | Torneo di Scarborough 1884 Scarborough, Gran Bretagna Singolare - Doppio       |                                                   |                                     |               |                     |
| 16 agosto | Torneo di Scarborough 1884 Scarborough, Gran Bretagna Singolare - Doppio       | Doppio misto: Miss Ramsay Ernest Browne walkover  | May Moore E Fletcher                |               |                     |
| 16 agosto | Torneo di East Grinstead 1884 East Grinstead, Gran Bretagna Singolare - Doppio | Miss Cobbold 6-1 6-4                              | Ada Strapp                          |               |                     |
| 16 agosto | Torneo di East Grinstead 1884 East Grinstead, Gran Bretagna Singolare - Doppio | Miss Cobbold Miss Richardson 6-5 6-1              | Miss Arbuthnot Miss Taylor          |               |                     |
| 16 agosto | Torneo di East Grinstead 1884 East Grinstead, Gran Bretagna Singolare - Doppio | Doppio misto: Miss Taylor William Renshaw 6-4 6-4 | Miss Cobbold William Nevill Cobbold |               |                     |
| 21 agosto | Saxmundham Tournament 1884 Saxmundham, Gran Bretagna Singolare - Doppio        | M. Marriott 6-1 6-1                               | G. Rant                             |               |                     |
| 21 agosto | Saxmundham Tournament 1884 Saxmundham, Gran Bretagna Singolare - Doppio        | A. Foster G. Rant 6-4 4-6 6-4                     | M. Field Miss Rant                  |               |                     |
| 21 agosto | Saxmundham Tournament 1884 Saxmundham, Gran Bretagna Singolare - Doppio        | Doppio misto: Miss Burnand EM Hansell 6-3 6-2     | M. Field EB Upcher                  |               |                     |
| 23 agosto | Torneo di Buxton 1884 Buxton, Gran Bretagna Singolare - Doppio                 | Agnes Watts 6-1 6-2                               | Florence Stanuell                   |               |                     |
| 23 agosto | Torneo di Buxton 1884 Buxton, Gran Bretagna Singolare - Doppio                 | Miss Noon Agnes Watts 6-3 5-7 8-6                 | Connie Butler Mrs Surtees           |               |                     |
| 23 agosto | Torneo di Moffat 1884 Moffat, Gran Bretagna Singolare - Doppio                 | Jane Meikle 6-3 6-4                               | Lottie Paterson                     |               |                     |
| 23 agosto | Torneo di Moffat 1884 Moffat, Gran Bretagna Singolare - Doppio                 |                                                   |                                     |               |                     |

## Settembre
| Settimana    | Torneo                                                                       | Vincitore                                      | Finalista                  | Semifinalisti | Eliminati ai quarti |
| ------------ | ---------------------------------------------------------------------------- | ---------------------------------------------- | -------------------------- | ------------- | ------------------- |
| 5 settembre  | Torneo di Bournemouth 1884 Bournemouth, Gran Bretagna Singolare - Doppio     | F. Davies 3-6 6-2 6-5                          | Mrs Hornby                 |               |                     |
| 5 settembre  | Torneo di Bournemouth 1884 Bournemouth, Gran Bretagna Singolare - Doppio     | Miss Mockler Miss Skirrow 6-4 6-1              | Miss Everett E. Bressy     |               |                     |
| 6 settembre  | Devonshire Park Tournament 1884 Eastbourne, Gran Bretagna Singolare - Doppio | Frances Burton 6-2 6-4                         | Nellie Burton              |               |                     |
| 6 settembre  | Devonshire Park Tournament 1884 Eastbourne, Gran Bretagna Singolare - Doppio |                                                |                            |               |                     |
| 27 settembre | Sussex Championships 1884 Brighton, Gran Bretagna Singolare - Doppio         | M. Leslie                                      | E. Adshead                 |               |                     |
| 27 settembre | Sussex Championships 1884 Brighton, Gran Bretagna Singolare - Doppio         | Blanche Bingley M. Leslie                      | Miss Bryan Miss Dransfield |               |                     |
| 27 settembre | Sussex Championships 1884 Brighton, Gran Bretagna Singolare - Doppio         | Doppio misto: Blanche Bingley E. Barratt-Smith | M. Leslie William Taylor   |               |                     |

## Ottobre
Nessun evento

## Novembre
Nessun evento

## Dicembre
| Settimana   | Torneo                                                               | Vincitore                                           | Finalista                    | Semifinalisti | Eliminati ai quarti |
| ----------- | -------------------------------------------------------------------- | --------------------------------------------------- | ---------------------------- | ------------- | ------------------- |
| 20 dicembre | Victorian Championships 1884 Melbourne, Australia Singolare - Doppio | E. MacKenzie 10-4                                   | A. Bayles                    |               |                     |
| 20 dicembre | Victorian Championships 1884 Melbourne, Australia Singolare - Doppio | Annie Riddell M. Rose 15-14                         | Annie Chenery Nellie Chenery |               |                     |
| 20 dicembre | Victorian Championships 1884 Melbourne, Australia Singolare - Doppio | Doppio misto: Annie Riddell Walter J. Riddell 15-11 | E. MacKenzie L.A. Whyte      |               |                     |

## Senza data
| Settimana | Torneo                                                                      | Vincitore               | Finalista | Semifinalisti | Eliminati ai quarti |
| --------- | --------------------------------------------------------------------------- | ----------------------- | --------- | ------------- | ------------------- |
|           | Ealing Lawn Tennis Tournament 1884 Londra, Gran Bretagna Singolare - Doppio | Mrs. Streetern          |           |               |                     |
|           | Ealing Lawn Tennis Tournament 1884 Londra, Gran Bretagna Singolare - Doppio |                         |           |               |                     |
|           | Natal Championships 1884 Pietermaritzburg, Sudafrica Singolare - Doppio     | Pearson 6-0 6-0 3-6 7-5 | Button    |               |                     |
|           | Natal Championships 1884 Pietermaritzburg, Sudafrica Singolare - Doppio     |                         |           |               |                     |